# フェナム酸
フェナム酸（英: Fenamic acid）とは、芳香族アミノ酸の一つ。N-フェニルアントラニル酸、フェナミン酸ともいう。メフェナム酸、フルフェナム酸、メクロフェナム酸、トルフェナム酸などの非ステロイド性抗炎症薬はフェナム酸からの誘導体であり、フェナム酸系と称される。
2-クロロ安息香酸とアニリンを、酸化銅(II)の存在下でウルマン縮合させて得られる。
フェナム酸が自己縮合すると、アクリドンになる。